# Xavier Suárez
Xavier L. Suárez (Las Villas, Cuba, 21 de mayo de 1949) es un ingeniero, abogado, político y exalcalde de Miami, Estados Unidos.

## Biografía
Nacido en Cuba, el 21 de mayo de 1949, es el noveno hijo de los 14 de Manuel Suárez-Carreno, primer Decano de la Escuela de Ingeniería de la Universidad Católica de Santo Tomás de Villanueva (St. Thomas of Villanova Catholic University), y de Eloisa Gastón. 
Está casado con Rita y tienen cuatro hijos: Francis Xavier, Olga Marie, Anna Teresita, y Carolina Suárez. Su hijo, Francis Xavier, es comisionado de la Ciudad de Miami del Distrito 4.
Suárez asistió al Colegio de Belén pero se graduó en la Escuela  St. Anselm's Abbey en 1967, consiguió el grado de ingeniero por la Universidad Villanova en 1971, y luego estudió gobierno y leyes en la Universidad de Harvard.
Suárez fue elegido Alcalde, por primera vez, en 1985. Fue reelecto en 1987 y nuevamente en 1989 para un periodo de cuatro años.